# Minuskuł 12
Minuskuł 12 (wedle numeracji Gregory–Aland), A137 (von Soden) – rękopis Nowego Testamentu z tekstem czterech Ewangelii, pisany minuskułą na pergaminie w języku greckim z XIV wieku. Zawiera marginalia (podział tekstu) i księgi liturgiczne.

## Opis rękopisu
Kodeks zawiera tekst czterech Ewangelii z komentarzem, na 294 pergaminowych kartach (26 cm na 20 cm).
Tekst rękopisu pisany jest jedną kolumną na stronę, 21 linijek w kolumnie dla tekstu biblijnego i 57 dla tekstu komentarza. Komentarz jest autorstwa Wiktora z Antiochii.
Tekst Ewangelii dzielony jest według κεφαλαια (rozdziałów) oraz według Sekcji Ammoniusza, których numery umieszczono na marginesach. Sekcje Ammoniusza opatrzone zostały odniesieniami do Kanonów Euzebiusza. Przed każdą z ewangelii umieszczone zostały listy κεφαλαια (spis treści). Tekst ewangelii zawiera ponadto τιτλοι (tytuły).
Zawiera Epistula ad Carpianum (tj. list Euzebiusza do Karpiana), tablice do Kanonów Euzebiusza, prolegomenę, księgi liturgiczne z żywotami świętych (menologium i synaksarion), oraz subscriptio na końcu każdej ewangelii.
Nie zawiera tekstu Pericope adulterae (Jan 7,53-8,11).

## Tekst
Grecki tekst Ewangelii reprezentuje tekst bizantyjski. Zawiera niewiele naleciałości innych tradycji tekstualnych. Aland zaklasyfikował go do Kategorii V.
Nie był badany metodą Claremont Profile Method, tj. metodą wielokrotnych wariantów.

## Historia
Paleograficznie datowany jest na wiek XIV. Wettstein wciągnął go na listę rękopisów Nowego Testamentu. Rękopis badali Johann Jakob Griesbach oraz Paulin Martin.
Obecnie przechowywany jest we Francuskiej Bibliotece Narodowej w Paryżu, pod numerem katalogowym Gr. 230.
Nie jest cytowany w naukowych wydaniach greckiego Novum Testamentum Graece Nestle-Alanda (NA26, NA27).